# Gizella Hervay
Dans le nom hongrois Hervay Gizella, le nom de famille précède le prénom, mais cet article utilise l’ordre habituel en français Gizella Hervay, où le prénom précède le nom.
Gizella Hervay, née le 10 octobre 1934 à Makó (Hongrie) – morte le 2 juillet 1982 à Budapest (Hongrie),, est une écrivaine, poétesse et traductrice hongroise de Roumanie. Elle était l’épouse du poète Domokos Szilágyi.